# 에티오피아-아달 전쟁
에티오피아–아달 전쟁은 1529년부터 1543년까지 이어진 에티오피아 제국과 아달 술탄국 사이의 전쟁이다. 에티오피아군은 암하라인, 티가라얀인, 아가우인으로 구성되어 있었으며, 아달 술탄국의 군대는 대부분이 소말리인들이었다. 이 전쟁 이후 에티오피아 제국과 아달 술탄국 모두 국력이 약화되었다.

## 배경
아라비아반도에서 이슬람이 아프리카의 뿔로 전래되었다. 9세기 말 야쿠비는 무슬림들이 소말리아 북부 해안가에서 거주하고 있었다고 기록했다. 그는 또한 아달 왕국이 도시에 수도를 가추었다고 언급해, 아달 술탄국이 제이라에 수도를 삼은 것이 9세기에서 10세기 사이로 추정된다고 주장했다. 아달 술탄국의 역사는 이 설립 이후 이웃한 에티오피아 제국과의 이어진 전쟁으로 점철되었다.

## 전쟁
중세 아달 술탄국의 군사적 지도자였던 이맘 아흐마드 이븐 이브라힘 알가지는 소말리인들을 이끌고 있었다. 그는 1529년부터 1543년까지 에티오피아 제국의 영토를 대부분 정복하였다. 소말리인으로 구성된 알가지의 군대와 그들의 오스만 제국 연합군은 에티오피아 제국을 멸망시킬뻔 했으나. 크리스토방 다 가마의 포르투갈 왕국군이 에티오피아군을 지원하면서 전쟁의 양상은 바뀌게 되었다. 전쟁의 양측 모두 엄청난 자원과 인력을 소모했다. 일부 역사학자들은 소말리아와 에티오피아의 적대적 관계가 시작되었다고 본다.

## 같이 보기
- 소말리아의 역사
- 에티오피아의 역사